# Sportivo Luqueño
Club Sportivo Luqueño je paraguayský fotbalový klub sídlící ve městě Luque v departementu Central nedaleko hlavního města Asunción. Byl založen v květnu 1921 sloučením tří místních klubů a své domácí zápasy hraje na stadionu Estadio Feliciano Cáceres s kapacitou 24 000 míst. Klubové barvy jsou modrá a zlatá.

## Úspěchy
- 2× vítěz paraguayské Primera División (1951, 1953)[pozn. 1][3]
- 4× vítěz paraguayské 2. ligy (1924, 1956, 1964, 1968)[4]